# 最长的英文单词
最長的英文單词，是指一个单词中字母数量最多的单词。英文可以依照造词規則建立新词，所以常常有新的長單词建立，地名是长单词中的一种，但许多关于科技的单词也很長，因此很难判定最长的英文单词。

## 化学中最長的英文單词
在化學名詞中，最長的單字是肌聯蛋白的全名，共有189819字 （页面存档备份，存于），但这个词仅仅是将包含在其中的所有化学物质（氨基酸残基英文缩写）的名字串在一起而已，实际上并无此词。
另外，二甲醚的英文為「Methoxymethane」，共有14個字母。
其次，二氟一氯一溴甲烷的英文為「Bromochlorodifluoromethane」，共有26個字母。

## 字典中最長的英文單詞
牛津英語辭典中所收錄最長的單詞是由45個字母組成的，意為「因肺部沉積火山矽質微粒所引起的疾病」，通稱火山矽肺病。其中 pneumono- 表示「肺」，ultra-為「超」，micro為「細小」,-scopic表示「觀看」 ，silico- 表示「矽」，volcano 指「火山」，coni- 意為「塵土」，而 –osis 為表示疾病的字尾。
1992年版金氏世界紀錄大全中認定的最長單詞為1741年英國詩人申斯通 (William Shenstone) 所創造之floccinaucinihilipilification，意為「被認定為毫無用處的行動或習慣」。而最近，這個用法記錄在美國參議院的會議記錄中，由羅伯·拜爾 說的，還有在白宮克林頓的新聞秘書 Mike McCurry。這是牛津字典第一版中，最長的一個非科技專有名詞。

## 新創的长單词
古希臘的喜劇詩人阿里斯多芬尼斯在劇作公民大会妇女中，創造了一個由183個字母組成的字：Lopadotemachoselachogaleocranioleipsanodrimhypotrimmatosilphioparaomelitocatacechymenocichlepicossyphophattoperisteralectryonoptecephalliocigclopeleiolagoiosiraiobaphetraganopterygon。
作家詹姆斯·喬伊斯在小說芬尼根的守灵夜 (Finnegans Wake)中，創造了九個100和一個101字母長的單字。最有名的是Bababadalgharaghtakamminarronnkonnbronntonnerronntuonnthunntrovarrhounawnskawntoohoohoordenenthurnuk。
電影歡樂滿人間中知名的電影歌歌名Supercalifragilisticexpialidocious有34個字母長，也有收錄在幾個字典中。不過這只是個專有名詞。
1970年，百事可乐饮料公司有一个广告叫做，有100个字母。
1975年，71个字母的被用於麥當勞餐廳的广告中描绘，切開就是大麥克的餡料： 
芝麻街裡的角色大鳥把26個拉丁字母當作是一個字唱出。他把abcdefghijklmnopqrstuvwxyz像这样读：/æbkədɛfgiʤɛkl̩mn̩ɔpkwɝːˈstuːvwɪksɪz/，然后唱成一首歌叫《ABC-DEF-GHI》。
Henry Carey的喜劇Chrononhotonthologos（1743）第一句就是："Aldiborontiphoscophornio! Where left you Chrononhotonthologos?"

## 其他长单词
Antidisestablishmentarianism（十九世纪英国的反政教分离运动）也是一個長單詞。
在莎士比亞的作品中出現的最長單詞，是迷失的愛（Love's Labour's Lost）中的，這是一個受爭議的英文單詞（拉丁文亦是如此）。
Humuhumu-nukunuku-a-pua'a，中文稱為斜帶吻棘魨，是夏威夷州的州魚，由21個字母組成。這也是長單詞中唯一一個眾所皆知的動物名稱。這個詞常常被說比魚還長。
sesquipedalian（多音節的）雖然只有十四個字母，但它也是个重要的长单词。他是从羅馬作家賀瑞斯的作品詩藝（Ars Poetica）中用的"nonce word"（只用在特殊領域的特別字彙）衍生出來的。原文“Proicit ampullas et sesquipedalia verba”，意思是“He throws aside his paint pots and his words that are a foot and a half long”。

## 最长的地名

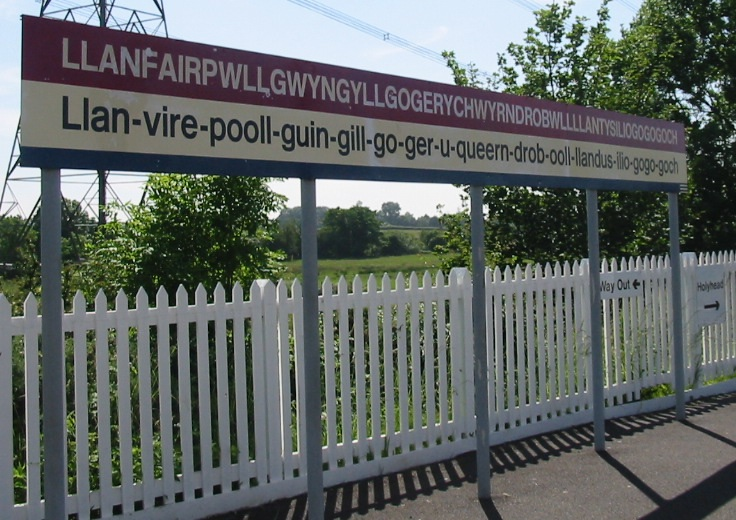
於北威爾斯的Llanfairpwllgwyngyllgogerychwyrndrobwllllantysiliogogogoch車站站牌

決定一個地名是否是個合理的詞總是有些爭議。在英語語系國家中，官方認可最長的地名（58個字母），它是紐西蘭（New Zealand）境內的一座山。
美國最長的地名（45個字母）是 ，它是麻州韋伯斯特地區的一座湖。有個據說是亞岡昆印地安人（Algonquin）的錯誤說法是「你釣你那邊的魚，我釣我這邊的魚，沒有人在中間釣魚」。但實際上它的意思是「在邊界釣魚區的文程（Manchaug）英國人」。美國人稱這座湖為韋伯斯特湖（Lake Webster）。美國最長的連字地名是Winchester-on-the-Severn，馬里蘭州（Maryland）的一個小鎮，以及Washington-on-the-Brazos，德州（Texas）歷史裡一個著名的地點。
英國最長的地名（57個字母）是Llanfairpwllgwyngyllgogerychwyrndrobwllllantysiliogogogoch，是威爾斯的安格爾西島的一個村莊，座落於梅奈海峽上，靠近梅奈橋和班戈。這個地名實際上只有51個字母長，因為在威爾斯語中，ll、ng和ch算是一個字母。這個地方的官方名稱是：Llanfairpwllgwyngyll，一般簡寫為"Llanfairpwll" 或者有部份人簡寫成"Llanfair PG"。 最長的鐵路站名（68個字母）在英國，也是在威爾斯，是：Gorsafawddacha'idraigodanheddogleddollônpenrhynareurdraethceredigion。不过那是特別創造出來用于打破Llanfairpwllgwyngyll的紀錄。
在愛爾蘭，最長的英文地名（22個字母）是戈尔韦郡的Muckanaghederdauhaulia，來自愛爾蘭語：Muiceanach Idir Dhá Sháile，意思是pig-marsh between two saltwater inlets）。如果排除愛爾蘭語和非城鎮名，最長的英文地名（19個字母）是威克洛郡的Newtownmountkennedy。
在牛津字典裏的正式收據最長英文pneumonoultramicroscopicsilicovolcanoconiosis

## 特別的单词

### 和母音有關的单词
只有一個母音的单词中，最長的是strengths，有9個字母，意思是力量。只有一個音節的字中，最長的是scraunched（10個字母）。Twyndyllyngs則是不包含 a、e、i、o、u 字母(母音)的字中最長的字，共有12個字母。Euouae這個字有六個英文字母，是只用母音組成的最長的字，當然也就是連續使用母音串成的最長的字。那是中世紀音樂喜劇的一個術語。要注意的是，u有時可以換成v，變成evovae。
母音按順序排列（即a、e、i、o、u）的最長單字有兩個：facetiously（滑稽地）和abstemiously（有節制地），兩個詞末尾都有iously。

### 打字機字
QWERTY鍵盤
只用左手就能完整打出的最長單字是tesseradecades或者可能有連字符號的sweaterdresses。同樣地，只用右手就能打出整個字的是johnny-jump-up，如果不能有連字符號，則是hypolimnion。只用第一行就能完整打出的最長單字是teetertotter，这个词有可能有連字符號，没有连字符号的是typewriter（打字機）和repertoire（劇目）。左右手交替打能完整打出的最長單詞有antiskepticism和leucocytozoans。
德沃夏克鍵盤
只用左手就能完整打出的最長單字是：papaya（木瓜）、Kikuyu（基庫尤人）、opaque（不透明物）和upkeep（維持），其中Kikuyu也是只用一隻手指就能打出的最長單字。由於右手沒有元音，所以能打出的都很短，而只用右手就能完整打出的最長單字是crwth（克魯斯琴）。

### 其他
不重複字母的最長單字有三個，分別是：dermatoglyphics、misconjugatedly 和uncopyrightable。它們都有15個字母。
Aegilops（8個字母）這個詞是依照英文字母順序（可以略過一些字母）的最長單字，是草的一類（山羊草属）。七个字母的有addeems（來自一個古老字addeem，意思是判給）、alloquy（一個關於地址的古老或文學的詞）、beefily（有一個健壯的身體）、billowy（巨浪似的）、dikkops（一種南非的鳥）和gimmors（gimmor的眾數，一個用來形容機械發明的古老的字）。

## 笑話
有個廣為流傳的笑話中说，最長的字的答案是微笑（smiles）。之所以稱作最長的字，在於兩個s中間有著一英里長（mile）的距離。
在英國（Britain）有些郡的一個流行笑話，在英語中最長的字是彈性（elastic），因為它總是可以伸縮自如。
雷德·斯克爾頓（Red Skelton）宣稱最長的字為下列的這段話：“And now a word from our sponsor”！（接下來請我們的贊助商發言！）。相似地，在中文里面最长的“两句话”是“下面请允许我说两句”。“Word”和“两句”尽管有明显数量限制，但实际上暗示着那个人要说可能很长的一段话。
一个来源不明的笑话说世界上最长的英语单词是“longest”因为它是longest。